# Heinrich Behrmann
Heinrich Behrmann (* 5. April 1770 in Garstedt bei Quickborn; † 23. Oktober 1836; anderslautendes Geburtsjahr 1769, anderslautendes Todesjahr 1838) war ein deutsch-dänischer Pädagoge, Historiker und Privatgelehrter.

## Leben
Heinrich Behrmann war der Sohn des Kaufmanns Jochim Behrmann (1733–1781) und dessen Ehefrau Catharina Magdalene Beecken (1740–1803).
Er besuchte das Gymnasium Christianeum in Altona und studierte anschließend drei Jahre Theologie in Jena. 1802 wurde er Lehrer an dem Erziehungsinstitut des Christoph Johann Rudolph Christiani in Vesterbroe bei Kopenhagen. 1806 wurde er Adjunkt und 1810 Oberlehrer an der Kathedralschule in Roskilde mit den Fächern Geschichte und Deutsch.
Nachdem er 1814 Archivar bei der Schleswig-Holsteinisch-Lauenburgischen Kanzlei in Kopenhagen geworden war, erhielt er den Titel Kanzleirat.
Am 10. November 1829 schied er auf eigenen Wunsch aus seinem Amt und wurde Privatgelehrter, anfangs in Kopenhagen, später in Roskilde und in Altona. Er beschäftigte sich überwiegend mit der dänischen Geschichte und veröffentlichte hierzu einige Schriften; zu diesen Veröffentlichungen erstellte er auch Beiträge im Neuen dänischen Magazin und in dem Archiv für Staats- und Kirchengeschichte.
Er war verheiratet mit Katharina, geb. Munch. Gemeinsam hatten sie einen Sohn:
- Henrik Christian Behrmann (* 25. März 1806 in Kopenhagen; † 11. November 1850 im Gottorfer Lazarett während der Schleswig-Holsteinischen Erhebung), dänischer Jurist, Offizier und Historiker.

## Mitgliedschaften
- Heinrich Behrmann war während seines Studiums in Jena Mitglied in der Lateinischen Gesellschaft
- Er wurde von der Königlichen Dänischen Gesellschaft für vaterländische Geschichte und Sprache zum Mitglied gewählt.
- Er war Mitglied in der skandinavischen Literaturgesellschaft in Kopenhagen.

## Schriften (Auswahl)
- Geschichte Christian II. Königs von Dänemark, Norwegen und Schweden während seiner Regierung. Kopenhagen und Leipzig, Johann Heinrich Schubothe, 1805.
- Handbuch in deutscher Literatur. Kopenhagen 1808.
- Henrik Behrmann; Johan Heinrich Schubothe; Johann Friedrich Hammerich; Þorsteinn Einarsson Rangel: Kurze Darstellung des politischen Verhaltens Dännemarks in den letztern Jahren nebst einer nähern Beleuchtung der dem dänischen Hofe neuerdings gemachten Anträge. Kopenhagen 1813.
- Skra van Nougarden: Die Handels-Gerichts- und Polizcy-Ordnung des deutschen Handels-Hofes zu Nowgorod in uralten Zeiten, ins jetzige Deutsche übertragen, nebst einer einleitenden Vorerinnerung, einer Vergleichung derselben mit dem lübschen Recht, und erläuternden Anmerkungen. Kopenhagen 1828.
- Gefängnis- und Befreiungsgeschichte Christian II. Kopenhagen 1812.
- Geschichte der Kathedrale von Roskilde und ihrer Denkmäler. Kopenhagen 1815
- Beschreibung von Roskilde. Kopenhagen 1832.